# تاكايوشي أما
تاكايوشي أما (باليابانية: 安間 貴義) (مواليد 23 مايو 1969)، هو لاعب كرة قدم ياباني سابق كان يلعب كلاعب وسط.

## وصلات خارجية
- تاكايوشي أما على موقع قاعدة بيانات كرة القدم.إي يو (الإنجليزية)
- تاكايوشي أما على موقع Soccerway.com (الإنجليزية)
- تاكايوشي أما على موقع عالم كرة القدم.نت (الإنجليزية)

- J.League Data Site (باليابانية)